# Apocolocyntosis

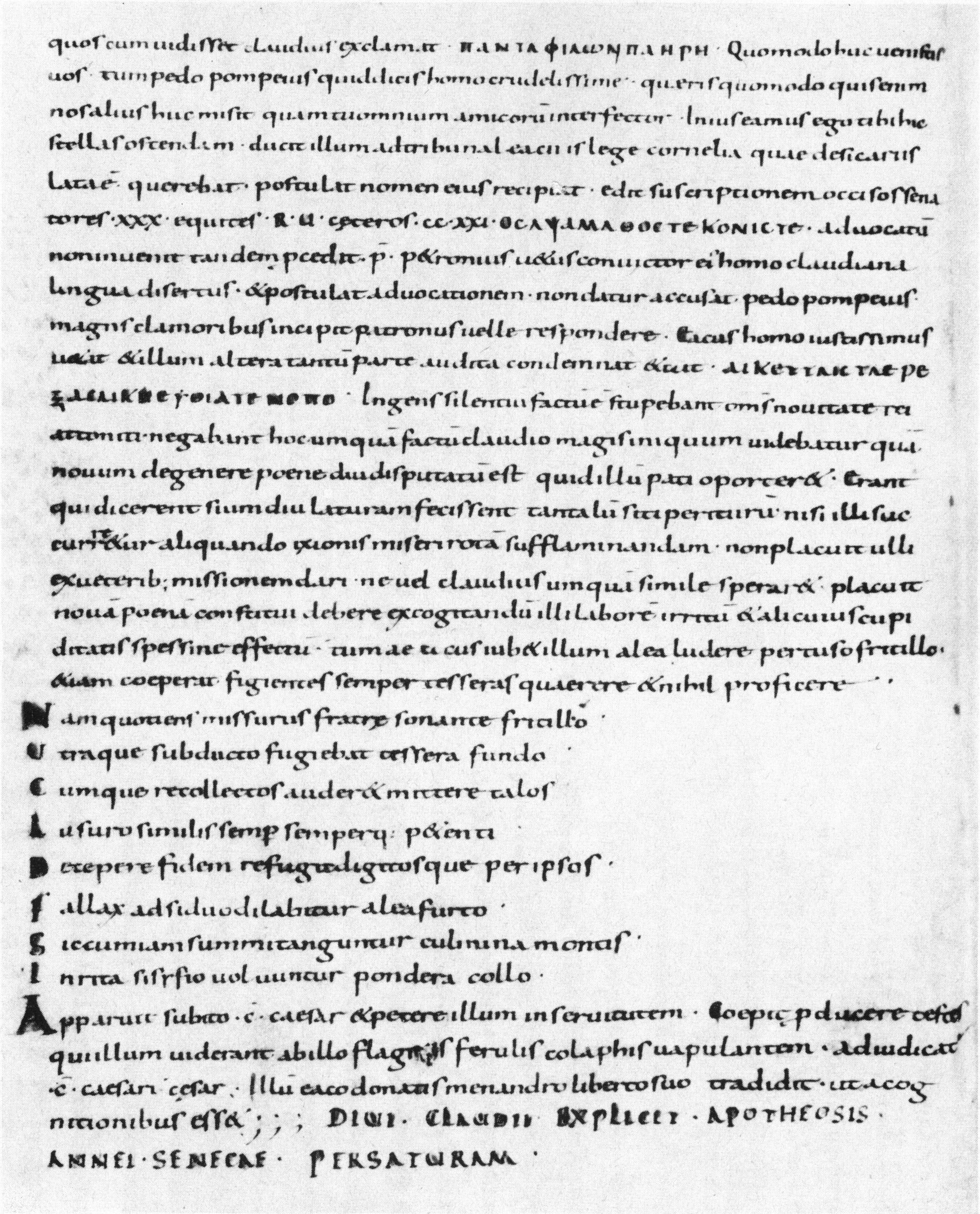
Explicit van de Apocolocyntosis in de Codex Sangallensis 569

Apocolocyntosis, ook Apocolocyntosis divi Claudii, is een Latijnse satire van Seneca de Jonge over keizer Claudius. Het werk wordt doorgaans gedateerd in het jaar 54.

## Totstandkoming
Seneca, die door Claudius was verbannen maar een vertrouweling was van diens opvolger Nero, haalde de vermoorde keizer in het werk over de hekel, hoewel Nero hem onmiddellijk had vergoddelijkt. Tegelijk schreef Seneca de officiële grafrede met niets dan lof voor de goddelijke Claudius. Aangenomen wordt dat zijn satire bedoeld was voor een kleine hofkring. Ze moet geschreven zijn naar het einde van het jaar 54. 

## Inhoud
Het werk is een menippische satire die proza afwisselt met verzen. Na zijn apotheose (vergoddelijking) vaart Claudius ten hemel, waar hij in een parodie op een godenvergadering wordt berecht. Vanwege zijn vele gebreken, zoals domheid, wreedheid, spelzucht, mankheid, gestotter en winderigheid, mag hij geen plaats nemen tussen de goden, maar wordt hij verjaagd naar de onderwereld om er eeuwig te dobbelen met een beker met een gat in.

## Overlevering en titel
De tekst is overgeleverd in de Codex Sangallensis 569, waar hij wordt beschreven als Divi Claudii incipit ΑΠΟΘΗΟΣΙΣ Annei Senece per satiram. De toeschrijving aan Seneca in dit 9e-eeuwse handschrift uit de abdij van Sankt Gallen spoort met een passage bij Cassius Dio (60.35.3), die echter de afwijkende titel ἀποκολοκύντωσιν geeft (dus apokolokyntōsin in plaats van apotheosis). Tekstgetuigen van mindere kwaliteit geven ook titels als Ludus de morte Claudii (Spel over de dood van Claudius). Het neologisme Apocolocyntosis is lang vertaald als 'verpompoening', omdat het zou verwijzen naar de cucurbita (Grieks: κολοκύνθης), maar interpretaties in die richting worden steeds meer betwijfeld. Er is geen algemeen aanvaarde interpretatie van het woord.

## Uitgaven
- Seneca, Apocolocyntosis, ed. P.T. Eden, 1984. ISBN 9780521288361
- L. Annaeus Seneca, Apocolocyntosis Divi Claudii, ed. A.A. Lund, 1994. ISBN 9783825301392 (Latijn-Duits)

## Nederlandse vertalingen
- Seneca, De hemelvaart van keizer Eikel, vert. Vincent Hunink, 2023. ISBN 9789028232044
- Lucius Annaeus Seneca, De berechting van Claudius, vert. H.G. van der Werf, 2001. ISBN 9789039108093 (Latijn-Nederlands)
- Seneca, Divi Claudii Apocolocyntosis, vert. Hendrik Wagenvoort, 1936 (Latijn-Nederlands)

## Voetnoten
1. ↑  Attilio Mastrocinque, "Seneca, Apokolokyntosis and fritilli" in: Ancient Narrative, 2020, p. 53-62. DOI:10.21827/an.17.35980

- Biblioteca Nacional de España: XX3383717
- Bibliothèque nationale de France: cb12365542q (data)
- Gemeinsame Normdatei: 4122539-9
- Library of Congress Control Number: no91029173
- Nationale bibliotheek van Australië: 35489905
- Nationale Bibliotheek van Israël: 987007599164505171
- Système universitaire de documentation: 116445238
- Virtual International Authority File: 312406782